# Barylypa pallitarsis
Barylypa pallitarsis är en stekelart som först beskrevs av Cresson 1872.  Barylypa pallitarsis ingår i släktet Barylypa och familjen brokparasitsteklar. Inga underarter finns listade.